# Крёйтер, Филлис Мария
Филлис Мария Крёйтер (англ. Phyllis Marie Kraeuter; 1906, Колумбус, штат Огайо — 8 ноября 1964, Майлен, штат Нью-Йорк) — американская виолончелистка.
Внучка Германа Крёйтера (1834—1918), перебравшегося в США из Германии в 1856 году и работавшего органистом и хормейстером в различных церквях штата Огайо. Училась в Институте музыкального искусства у Виллема Виллеке. В 1927 г. Крёйтер вошла в число трёх первых победителей новоучреждённого ежегодного Наумбурговского конкурса молодых исполнителей; в награду она получила право на сольный концерт в нью-йоркском Town Hall, после которого газета Института музыкального искусства «The Baton» писала:

Это был не просто хороший звук — в нём была глубина, чувство и огонь воображения. Она сохранила гармонию и порядок в исполняемых произведениях, подчеркнув при этом их тематическую структуру совершенно зрелым образом.

Часто выступала дуэтом со своим братом, скрипачом Карлом Крёйтером, и в составе фортепианного трио со своей сестрой Леонорой Крёйтер (1901—1976), ученицей Гастона Детье и Джеймса Фрискина. После того, как Леонора Крёйтер оставила исполнительскую карьеру, партию фортепиано в составе трио исполняли Уиллард Макгрегор, затем в 1943 году Рудольф Грюн, в послевоенные годы Грант Джоханнесен и наконец Митчел Эндрюс (1930—2021). Непродолжительное время выступала также (вместе с Лилиан Фукс) в составе полностью состоявшего из женщин Квартета Марианны Кнайзель, основанного дочерью Франца Кнайзеля Марианной. В 1939 г. стала первой исполнительницей фортепианного трио Эми Бич (вместе с Евгенией Лимберг-Денгель и автором).
С 1934 г. и до конца жизни преподавала на подготовительном отделении Джульярдской школы.
Погибла в автомобильной аварии.